# Pristomerus mayhoffi
Pristomerus mayhoffi är en stekelart som beskrevs av Krieger 1912. Pristomerus mayhoffi ingår i släktet Pristomerus och familjen brokparasitsteklar. Inga underarter finns listade i Catalogue of Life.